# Проєкт «Стіна»
Проєкт «Стіна» — роздільний бар'єр уздовж суходільного кордону України та Російської Федерації. Україна почала його спорудження після початку російсько-української війни 2014 року. Проєкт передбачав інженерно-технічне облаштування держкордону (рокадні шляхи, загородження, рови, вали, техпристрої) для забезпечення моніторингу і стримування незаконного переходу кордону контрабандистами, диверсійними групами.
У 2020 році планували завершити будівництво до 2025 року, а загальну готовність оцінювали на 40 %; в 2021 році готовність оцінювали у близько 50 %.[⇨]
В грудні 2021 року було оголошено про завершення проєкту, загальна його вартість склала 2,5 млрд грн. Загалом було облаштовано 403 км протитранспортних ровів, збудовано 332 км рокадних доріг, 149 переходів доріг через яри, 99 км металевих парканів та 62 км загороджень зі спіралі «Єгоза».
Замість «Стіни» Кабмін схвалив нову програму з облаштування державного кордону на 36 млрд грн.[⇨]

## Опис
Українсько-російський кордон є найдовшим у Європі, довжиною 1,974 км сушею та 321 км морем. Станом на вересень 2014 року, внаслідок російсько-української війни, близько 500 км кордону контролювали бойовики та російські війська, тож на першому етапі реалізація проєкту мала відбутися на ділянці кордону в Чернігівській, Сумській та Харківській областях. На другому етапі зведення заплановане в Луганській і Донецькій областях.
За планами Міністерства оборони України, бар'єр не має зупиняти важку бронетехніку, а призначений для підвищення рівня безпеки кордону: забезпечення моніторингу, візуального спостереження і стримування незаконного переходу кордону контрабандистами, диверсійними групами.
Суходільна ділянка:
- Системи електронно-оптичного спостереження
- Електронно-сигналізаційні комплекси
- Контрольно-слідова смуга
- Земляний рів шириною від 4 метрів та глибиною у 2 метри
- Бетонні рови
- Земляний вал, у ключових місцях бетонний.
- Фортифікаційні споруди
- Вежі
- Рокади[3]
- Мобільні та стаціонарні бойові модулі[4]

Морська ділянка:
- Системи електронно-оптичного спостереження
- Фортифікаційні споруди [3]

## Історія

### Передумови
З весни 2014 в суспільстві виникли ідеї укріплення неделімітованого впродовж 23 років незалежності кордону.
17 березня Сергій Тарута заявив, що викопав протитанковий рів по всьому кордону Донецької області і Росії. Проте журналісти і політологи восени 2014 року, і в 2021 році констатували, що фортифікацій уздовж всього кордону, які описував Тарута, не було створено. Видання «Детектор Медіа Суспільного» у 2018 році зазначало, що Тарута власним коштом викопав протитанковий рів навколо Маріуполя.
23 квітня 2014 року на Сумщині прорито перші 20 км протитанкового рову, планувалося ще 200 км.
Ідею укріплення кордону підтримали Ігор Коломойський та Сергій Тарута. Дніпропетровська облдержадміністрація 12 червня 2014 року розробила інженерний проєкт і техніко-економічне обґрунтування так званої Стіни Коломойського та передали на затвердження в Адміністрацію Президента. Планувалося звести 1920 км суцільного металевого паркану з колючим дротом. Підходи мали бути перегороджені ровами, непрохідними для автотранспорту і бронетехніки, і колючим дротом з обох сторін — української та російської. Простір між ровами і парканом планувалося замінувати сигнальними і протипіхотними мінами. По металевому паркану міг бути пропущений електричний струм. Загородження мало прикриватися мотоманевреними групами українських військ, прикордонниками та Нацгвардією. Проєкт оцінювався у не більше 150 млн євро, а встановити паркан планували за 5-6 місяців.
25 червня 2014 року Кабінет міністрів ухвалив рішення про побудову інженерних споруд для облаштування державного кордону. За словами міністра Остапа Семерака, планувалося натягнути сітку і викопати рів.

### Презентація проєкту
Проєкт було презентовано Арсенієм Яценюком на засіданні Кабінету Міністрів України 3 вересня 2014 року. Було запропоновано протягом шести місяців облаштувати оборонні споруди, системи спостереження, рокади на всій довжині кордону, а також облаштувати морське узбережжя держави та демаркаційну лінію на межі Кримської автономії.
10 вересня 2014 року на засіданні Кабінету міністрів президент Петро Порошенко доручив розпочати спорудження фортифікаційних укріплень на кордоні з Росією — почато першочергові роботи щодо фортифікаційного обладнання і встановлення систем інженерного загородження. Планувалося створити 2 оборонні рубежі, обсяг робіт становив близько 1500 км траншей і ходів сполучення, понад 8 тисяч окопів для техніки, понад 4000 бліндажів, створення 60-кілометрового невибухового загородження.

### Будівництво у 2014—2021 роках
12 вересня 2014 року Кабінет міністрів України виділив перші 100 мільйонів гривень на будівництво оборонних укріплень проєкту «Стіна», направлено відповідну техніку. 1 жовтня Державна прикордонна служба України повідомила, що проєкт «Стіна» реалізується у Чернігівській, Сумській і Харківській областях.
В 2015 році розпорядженням Кабінету Міністрів України був затверджений план заходів щодо інженерно-технічного облаштування українсько-російського державного кордону від 14.05.2015 № 439-р.
На 8 серпня 2016 року готовність проєкту «Стіна» складала 10,5 %, на її будівництво було витрачено 422,8 млн грн.
На 7 серпня 2017 року готовність проєкту «Стіна» складала 15 %, на її будівництво було витрачено 600 млн грн. Було облаштовано 274,6 км протитанкових ровів, 47,1 км контрольно-слідових смуг, 84 км огороджень, 179,9 км рокадних доріг.
На 3 січня 2018 року було облаштовано: 278,6 км протитранспортних ровів (Харківська, Чернігівська, Луганська обл.), 64,4 км контрольно-слідових смуг (Харківська, Луганська обл.), 193,7 км рокадних доріг (Харківська, Луганська обл.), 27 переходів через яри (Харківська обл., Луганська обл.), 89,9 км загороджувального паркану (Харківська, Чернігівська, Херсонська, Запорізька обл.), 2 опорних пункти на 120 чол., 3 опорних пункти на 60 чол., 6 металевих спостережних веж (Запорізька і Херсонська обл.). Завершено роботу з облаштування систем захисту та контролю державного кордону (на ділянках 4 підрозділів Харківської області). Придбано 4 бойових рухомих модулі. Проведено реконструкцію та облаштування 3 підрозділів (Харківська обл.) та 1 підрозділу (Сумська обл). Завершується реконструкція та облаштування 1 підрозділу (Чернігівська обл.). На будівництво стіни було витрачено 832,6 млн грн.
На 17 червня 2018 року готовність проєкту «Стіна» в Харківській області складала 80 %.
6 лютого 2019 року речник Державної прикордонної служби України Олег Слободян заявив, що готовність комплексу прикордонних споруд на російсько-українському кордоні становить близько 30 %, а кінцевий термін реалізації інженерного облаштування кордону з Росією — 2021 рік. В рамках будівництва фортифікаційних споруд проєкту «Стіна» Державна прикордонна служба України витратила 1,3 мільярда гривень. Повна вартість проєкту «Стіна» початково оцінювалася в 4 млрд грн, проєкт планували завершити ще 2018 року. Вже витрачені кошти виділялися з державної програми «Заходи з інженерно-технічного облаштування кордону», а також додаткових джерел фінансування. На той час роботи були завершені у Харківській області, та планувалося розпочати будівництво на Сумщині.
На 2019 рік з 2015 року було обладнано та оснащено близько 30 % протяжності українсько-російського кордону. Це складало:
- майже 340 км протитранспортних ровів,
- 250 км рокадних доріг,
- переоснащення 5 прикордонних підрозділів

На 2019 рік передбачено залучити ще 400 млн гривень. За ці кошти було заплановано:
- розгорнути значну кількість комплексів відеоконтролю та сигналізації,
- улаштувати 50 км протитранспортних ровів,
- 9,5 км сітчастої огорожі,
- майже 48 км загороджень із спіралі типу «Єгоза»,
- прокласти 65,8 км рокадних доріг,
- обладнати 40 переходів рокадних доріг через складні ділянки (яри, канави тощо),
- виконати роботи з реконструкції приміщень для підрозділів охорони кордону на 3 об'єктах.

Станом на кінець травня 2020 року його готовність оцінювали на 40 %. У зв'язку зі зменшенням фінансування та зростанням вартості робіт, кінець будівництва планували на 2025 рік.
На 19 травня 2021 року Державна прикордонна служба України виконала роботи з реалізації проєкту Стіна на 51,4 %.

### Завершення будівництва
В грудні 2021 року, згідно інформації Держприкордонслужби, наданій на запит видання Фокус, проєкт «Стіна» було завершено. Кінцева вартість проєкту склала майже 2,5 млрд гривень. У процесі виконання проєкту облаштовано 403 км протитранспортних ровів, збудовано 332 км рокадних доріг, 149 переходів доріг через яри, 99 км металевих парканів та 62 кілометри загородження зі спіралі «Єгоза». У квітні-червні 2022 року планували ухвалення ще кількох інженерно-технічних споруд. На ділянках державного кордону в Харківській області облаштували 4 опорні пункти та 9 вогневих позицій, а також зведено 9 комплексів системи відеоконтролю та сигналізації. Схожий механізм також було встановлено у Луганській області.
Замість «Стіни» Кабмін схвалив нову програму з облаштування державного кордону на 36 млрд грн.

### Російське вторгнення 2022 року
Після початку російського повномасштабного вторгнення 2022 року, в українських медіа почали з'являтись заклики для посилення державного кордону із Росією. У квітні 2022 року голова Сумської ОВА Дмитро Живицький сказав, що це мають бути фортифікаційні споруди вздовж усього кордону.
В вересні 2022 року після контрнаступу українські війська вийшли на кордон з РФ, командир добровольчого підрозділу «Хартія» Всеволод Кожем'яко опублікував фото понівечених споруд проєкту «Стіна».

## Антикорупційні провадження і розслідування, пов'язані з проєктом «Стіна»
В серпні 2016 року депутат від «Самопомочі» Олена Сотник на своїй сторінці Facebook опублікувала відповідь керівника Спеціалізованої антикорупційної прокуратури Назара Холодницького, з якої слідувало, що НАБУ ще з березня 2016 року веде розслідування за ознаками розкрадання державних коштів на проєкті:[неавторитетне джерело]
| "Повідомляю, що Національним антикорупційним бюро України здійснюється досудове розслідування у кримінальному провадженні № 42016000000000870 від 29.03.2016 за ознаками кримінального правопорушення, передбаченого ч. 5 ст. 191 КК України, за фактом розтрати шляхом зловживання службовим становищем грошових коштів Державного бюджету України, виділених на реалізацію проекту "Стіна" на державному кордоні України з Російською Федерацією" |
В серпні 2016 року видання nashigroshi.org, з посиланням на рішення Деснянського районного суду м. Чернігова, повідомило про позов військової прокуратури Чернігівського гарнізону до компаній ДП «Чернігівський облавтодор» та ТОВ «Укрспецстрой» зі звинуваченням у нанесенні збитків державі при будівництві укріплень на кордоні з Росією на суму 1,56 млн грн.
У липні 2017 року Генеральна прокуратура України повідомила про виявлення розкрадання при будівництві проєкту «Стіна» суми в понад 100 млн гривень. 8 серпня 2017 року НАБУ провело перші затримання. Наступного дня було повідомлено про підозру ще 7 підозрюваним.
В 2017 року видання Українська правда випустила рослідування за фактами корупції при будівництві стіни.
В 2019 році Спеціалізована антикорупційна прокуратура скерувала обвинувальний акт в суд щодо розтрати держкоштів, виділених на облаштування стіни на українсько-російському кордоні. Обвинувачення за фактом розтрати держкоштів було пред'явлено 3 посадовим особам Державної прикордонної служби, 3 директорам фірм підрядників та 2 посередникам, загалом — 8 осіб. Слідство встановило, що державі було завдано збитків на загальну суму понад 16 млн грн:
| 12 червня 2019 року обвинувальний акт стосовно восьми осіб, причетних до заволодіння 16,68 млн грн, виділених із державного бюджету на інженерно-технічне облаштування українсько-російського державного кордону, територій, прилеглих до районів проведення антитерористичної операції та Автономної Республіки Крим (так званий проект «Стіна»), скеровано до Дарницького районного суду м. Києва. |
У березні 2020 року за провадження взявся новостворений Вищий антикорупційний суд. У вересні 2022 року суд завершив підготовче засідання в цій справі, щодо трьох із п'яти фігурантів було закрито кримінальне провадження в частині їх обвинувачення у вчиненні нетяжкого злочину — внесення до офіційних документів завідомо неправдивих даних, водночас провадження в частині обвинувачення цих же фігурантів за вчинення особливо тяжкого злочину — заволодіння коштами з державного бюджету України в сумі понад 16 млн грн — буде предметом подальшого судового розгляду.
У 2020—2023 роках Арсеній Яценюк судився з політологом Олегом Соскіним у справі про захист своєі репутації, пов'язаною зі статтею в журналі «Главред» про можливе розкрадання Яценюком бюджетних грошей з проєкту. Арсеній Яценюк виграв процес у квітні 2023 року.

## Оцінки
У 2019 році Антон Кочегаров, головний конструктор сектору генеральних планів Центрального проєктного інституту Міноборони, сказав, що існують кілька факторів, які ускладнюють реалізацію проєкту, найскладніший з яких ― рельєф місцевості. Складний рельєф включає в себе глибокі яри (15—20 м глибиною) і річки, для яких треба будувати гідрологічні споруди, водогони, мости, обходити болота, будуючи огорожі на бурових палях, прокладати об'їзди. До інших факторів належать відсутність подекуди доріг для підвозу матеріалів, техніки, а також маршрути магістральних нафто-, газо- та аміакопроводів, в районі пролягання яких будівництво спершу має дістати офіційний дозвіл.